# Mike Hillardt
Mike Hillardt (Australia, 22 de enero de 1961) es un atleta australiano retirado especializado en la prueba de 1500 m, en la que consiguió ser campeón mundial en pista cubierta en 1985.

## Carrera deportiva
En los Juegos Mundiales en Pista Cubierta de 1985 ganó la medalla de oro en los 1500 metros, con un tiempo de 3:40.27 segundos, por delante del español José Luis González y el keniano Joseph Chesire (bronce).